# Takayama
Takayama (高山市?, Takayama-shi) è una città giapponese della prefettura di Gifu. La città fu creata il 1º novembre 1936 dall'unione fra Takayama e Onada. Il 1º febbraio 2005 la città di Kuguno e i villaggi di Asahi, Kiyomi, Miya, Nyūkawa, Shōkawa e Takane (tutte del distretto di Ōno), la città di Kokufu e il villaggio di Kamitakara (entrambe parte del distretto di Yoshiki), vennero fuse con la città di Takayama, rendendola la città più estesa del Giappone.
Risalente al periodo Jōmon, è nota per le sue straordinarie testimonianze dell'arte carpentiera con cui sono realizzate le antiche case ed i templi in legno. Si ritiene che i falegnami di Takayama abbiano lavorato alla realizzazione del Palazzo Imperiale di Kyoto, e di molti dei templi di Kyoto e Nara. La città prese forma alla fine del XVII secolo quando il clan Kanamori costruì il castello di Takayama.
Circa un centinaio di anni più tardi, la città passò sotto il dominio dello shogunato Tokugawa. Tuttavia, l'alta quota e la separazione da altre zone del Giappone fecero sì che la città rimanesse abbastanza isolata, sviluppando una propria tradizione culturale per circa 300 anni.

## Clima
Posizionato nel cuore delle Alpi giapponesi, Takayama si ritrova in un clima continentale umido con qualche influenza anche umido-subtropicale, caratterizzato da quattro distinte stagioni con temperature molto variegate fra estate ed inverno, alcune delle quali rimandano al nord del Giappone e all'Hokkaidō. Takayama fa parte di quell'area del Giappone con le precipitazioni di neve fra le più intense  (豪雪地帯?, gōsetsu-chitai), con nevicate per tutto il periodo invernale. Questo perché Takayama, come altre numerose città del paese che si affacciano sul Mar del Giappone, subisce un vero e proprio Lake Effect Snow (L.E.S.), ovvero un particolare tipo di evento nevoso molto intenso ed improvviso. La zona è caratterizzata da abbondanti precipitazioni nevose e da mutevoli condizioni climatiche, essendo spesso punto di passaggio o di incontro tra le masse d’aria.
La primavera in genere è asciutta e breve con temperature miti e molte giornate soleggiate. I ciliegi in fiore possono essere osservati a Takayama durante il periodo che va dalla metà alla fine di aprile, più o meno due settimane dopo la fioritura a Nagoya.
L'estate, molto umida, comincia intorno alla fine di maggio, inizi di giugno, preparando il terreno per la stagione delle piogge, con precipitazioni costanti lungo tutto il periodo. Per poi lasciar spazio a fine estate ad un calo di umidità e di temperature solitamente comprese fra i 30° e i 35° gradi con, di nuovo, giornate soleggiate.
L'autunno arriva più o meno dalla metà di ottobre; come la primavera è breve, secco e con giornate soleggiate più brevi. Le tipiche e variegate colorazioni delle varie specie di acero  (紅葉?, momiji/kōyō) sono visibili anche nell'area di Takayama da fine ottobre fino alle prime settimane di novembre.
L'inverno comincia verso i primi di dicembre e compensa parzialmente in lunghezza l'autunno precedente, con abbondanti nevicate (in media 5.11m) soprattutto nelle periferie della città. Le nevicate iniziano intorno alla fine di novembre e si protraggono fino ai primi di aprile. Annualmente le temperature minime scendono in alcune occasioni fino a -15°, mentre durante il giorno scendono a malapena sotto lo zero.

## Sanmachi sūji
È la zona più antica di Takayama e fra le migliori preservate, risalente al periodo Edo (1600-1868), quando la città era fiorente di mercanti. Questo distretto si estende lungo tre vie principali Ichi no machi, Ni no machi e San no machi. La zona è tutta percorribile a piedi in breve tempo. Oggi all'interno di quest'area è possibile visitare non solo negozi di vario genere, abitazioni, ma anche piccoli musei e aziende fra le migliori ed antiche produttrici di sakè addirittura alcuni produttori da secoli, in un'atmosfera dove il tempo sembra essersi fermato. Solitamente la piccola e vecchia città di Sanmachi apre le sue attività dalle 9 alle 17.

## I mercati mattutini
I mercati del mattino di Takayama  (あさいち?, asa-ichi) hanno origine sempre dal periodo Edo, con lo scopo di vendere riso, frutta e fiori. Circa dalla metà del periodo Meiji venne loro attribuito il nome di Mercati del mattino. Principalmente si svolgono la mattina presto, dalle ore 6 alle 12 in estate e dalle 7 fino a mezzo giorno per l'inverno. Vi sono due mercati il Jinyamae e il mercato più grande di Miyagawa sulle rispettive sponde del fiume Miyagawa. In questi mercati si possono acquistare vari oggetti, dagli alimenti, ai manufatti soprattutto in legno, ai souvenir come il sarubobo (さるぼぼ?), mascotte di Takayama.

## Monumenti e luoghi di interesse
- Il Monte Norikura, un vulcano dormiente alto 3026 metri, che si trova poco fuori Takayama, verso est. Un autobus porta i visitatori in un punto vicino alla vetta.
- La funivia Shin-Hotaka, lunga 3.200 metri, che offre una splendida vista delle montagne del nord.
- Le terme di Okuhida
- Le antiche case private, opere di architettura in legno tradizionale nel cuore di Takayama, riconosciute come opere d'arte da conservare.
- Il mercato del mattino, nei pressi del fiume nel centro della città.
- Il villaggio rurale di Hida Minzoku Mura, che si trova nelle vicinanze.
- Takayama è sede di uno dei tre più grandi festival shintoisti in Giappone. Il festival di Takayama sono in realtà due eventi distinti. I carri (Yatai), utilizzati durante le feste, si possono ammirare nel Kaikan Takayama Yatai. Nelle vicinanze si trova il Sakurayama Nikkō Kan con la replica, in scala 1:10, del famoso santuario di Nikko Toshogu.

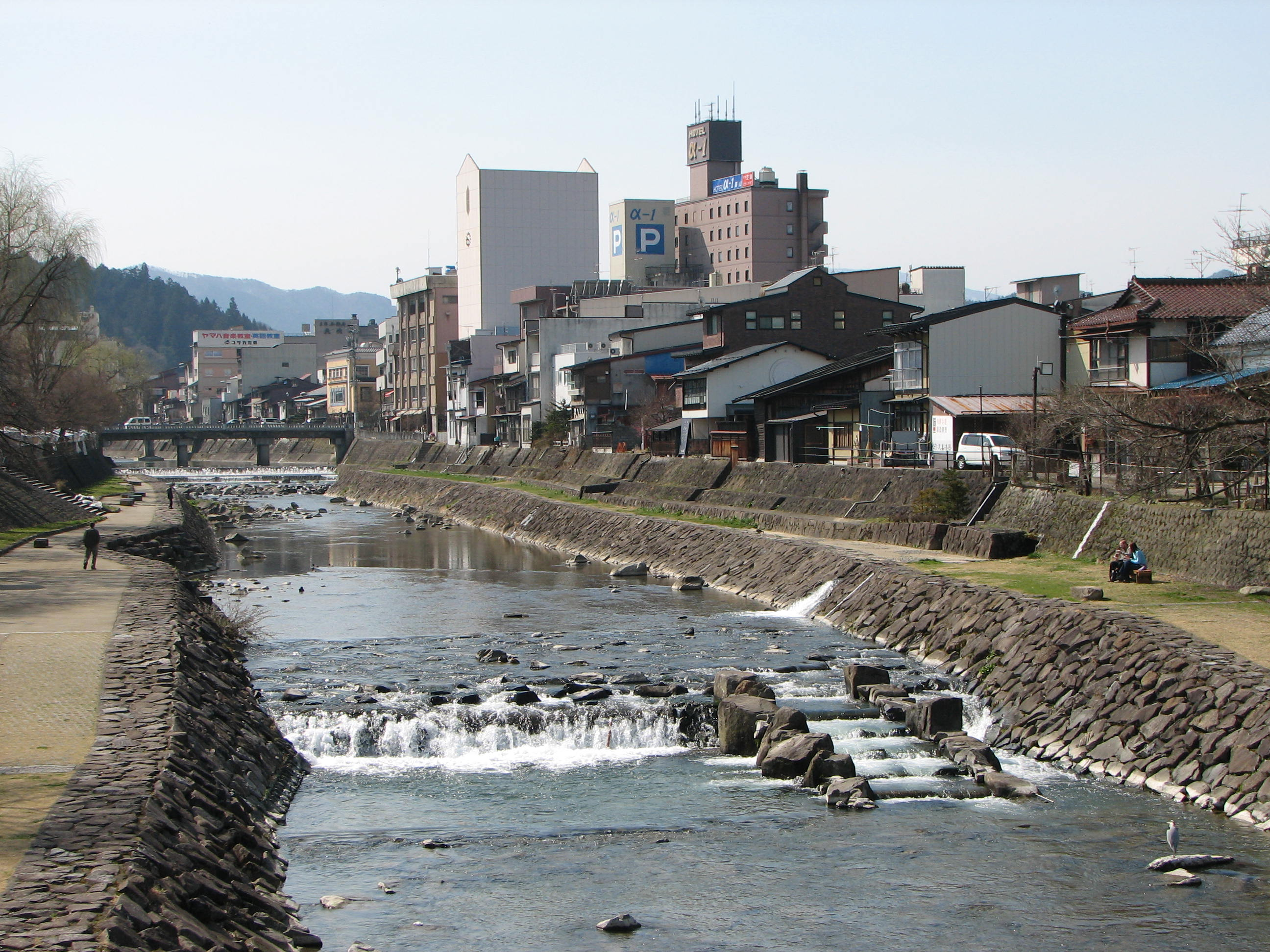
Il fiume Miyagawa

- Il Takayama Kyodo-shi-kan, un museo di storia locale, di artigianato e di oggetti tradizionali.
- Il Takayama Jinya, una casa storica del governo, che è stata restaurata al suo design originale ed è aperta per le visite turistiche.
- Il museo etnico di Kusakabe, allestito nella vecchia casa di un mercante.
- L'Hida-Kokubunji, la più antica struttura in Takayama. Si tratta di un tempio con una pagoda a 3 livelli, e si trova accanto a un ginkgo biloba che ha più di 1.200 anni.
- Il tempio Ankokuji, con annesso magazzino, un'antica struttura del 1408 dichiarata tesoro nazionale.
- Le terme di Hida Takayama, un grande onsen con annessa zona piscina.
- Il castello di Matsukura, di cui restano le rovine.
- Il villaggio di Hida no Sato dove ammirare una zona rurale che si è fermata nel tempo.
- Il museo dove vengono esposti 4 degli 11 carri Yatai nella città di Takayama, il  Yatai Keikan.

## Amministrazione

### Gemellaggi
In Giappone
- Matsumoto, prefettura di Nagano (dal 1º novembre 1971)
- Hiratsuka, prefettura di Kanagawa (dal 22 ottobre 1982)
- Echizen, prefettura di Fukui (dal 22 ottobre 1982)
- Kaminoyama, prefettura di Yamagata (dal 13 ottobre 1988)

Nel mondo
- Denver,  Stati Uniti (dal 27 giugno 1960)
- Lijiang, Yunnan,  Cina (dal 21 marzo 2002)
- Sibiu,  Romania (dal 2009)